# ベンジャミン・ハンツマン
ベンジャミン・ハンツマン（Benjamin Huntsman、1704年6月4日 – 1776年6月20日）は、イギリスの発明家で、ルツボ鋳鋼 (crucible steel) の製法を開発した。

## 生涯
リンカンシャーのエプワースにクエーカー教徒のドイツ人の農夫の家に生まれた。
ドンカスターで時計や鍵や工具の製造を始め、科学的な知識や腕のいい職人としての評判を得た。ドンカスターで鋼の製造と品質の改善の実験を始め、より安い燃料を求めて1740年にシェフィールドに近いハンズワースに移った。
燃料に木炭に換えてコークスを使うことで、鋼の品質は改善され、7年間の実験の後によい品質の鋼をえることに成功した。シェフィールドの刃物業者にはハンツマンの鋼が硬すぎて研磨が困難であったため売れなかったため、ハンツマンの鋼はすべてフランスに輸出された。ハンツマンの鋼を使ったフランス製の刃物との競争にさらされたシェフィールドの刃物業者が、乞食に変装してその製法をさぐったという逸話がある。
1770年に工場をDon Valleyに移した。ハンツマンの死後､息子のウィリアム・ハンツマンによってハンツマンの事業は大きく発展した。